# Powerscourt Gardens

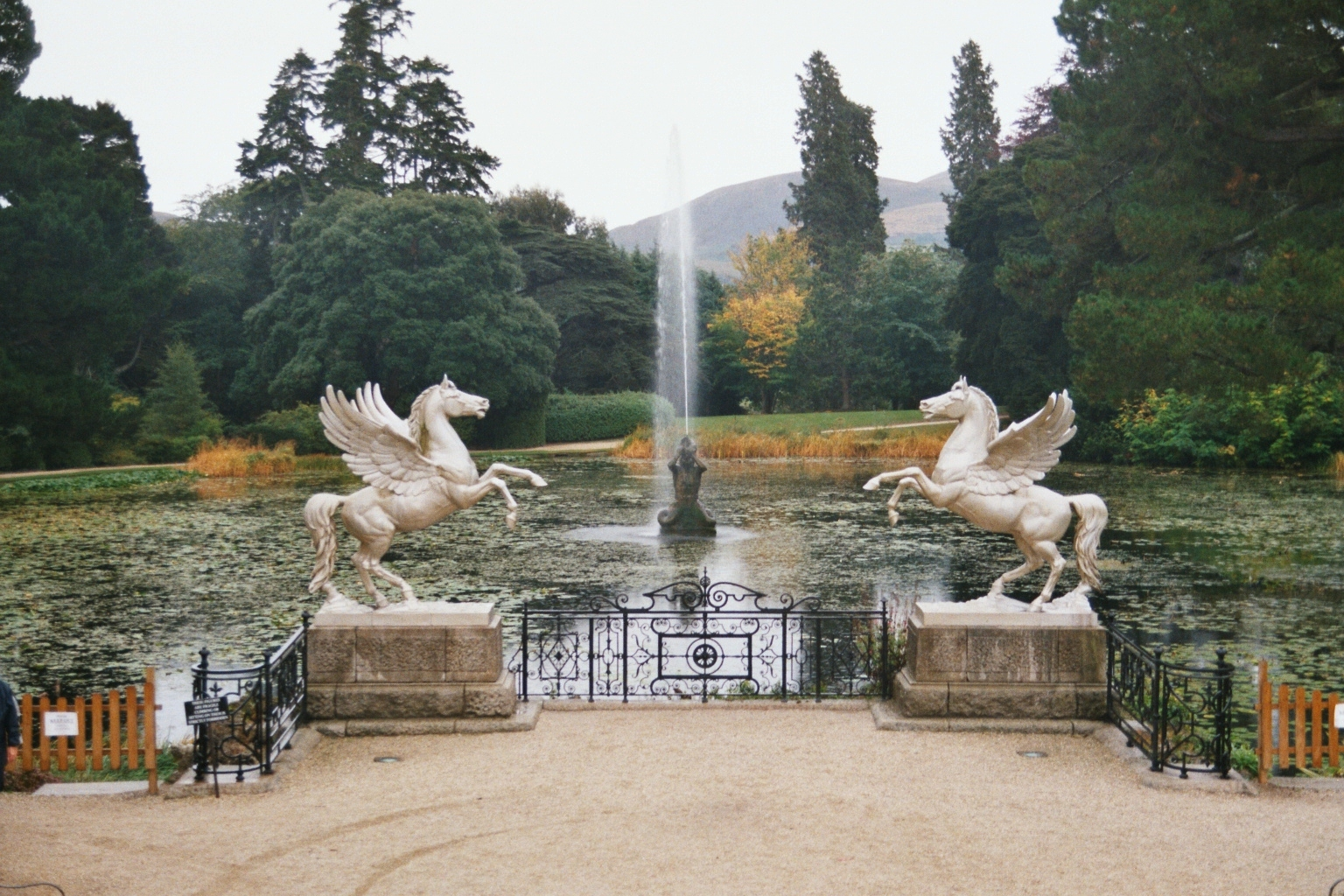
Tritonsee mit Pegasosstatuen aus dem 19. Jahrhundert

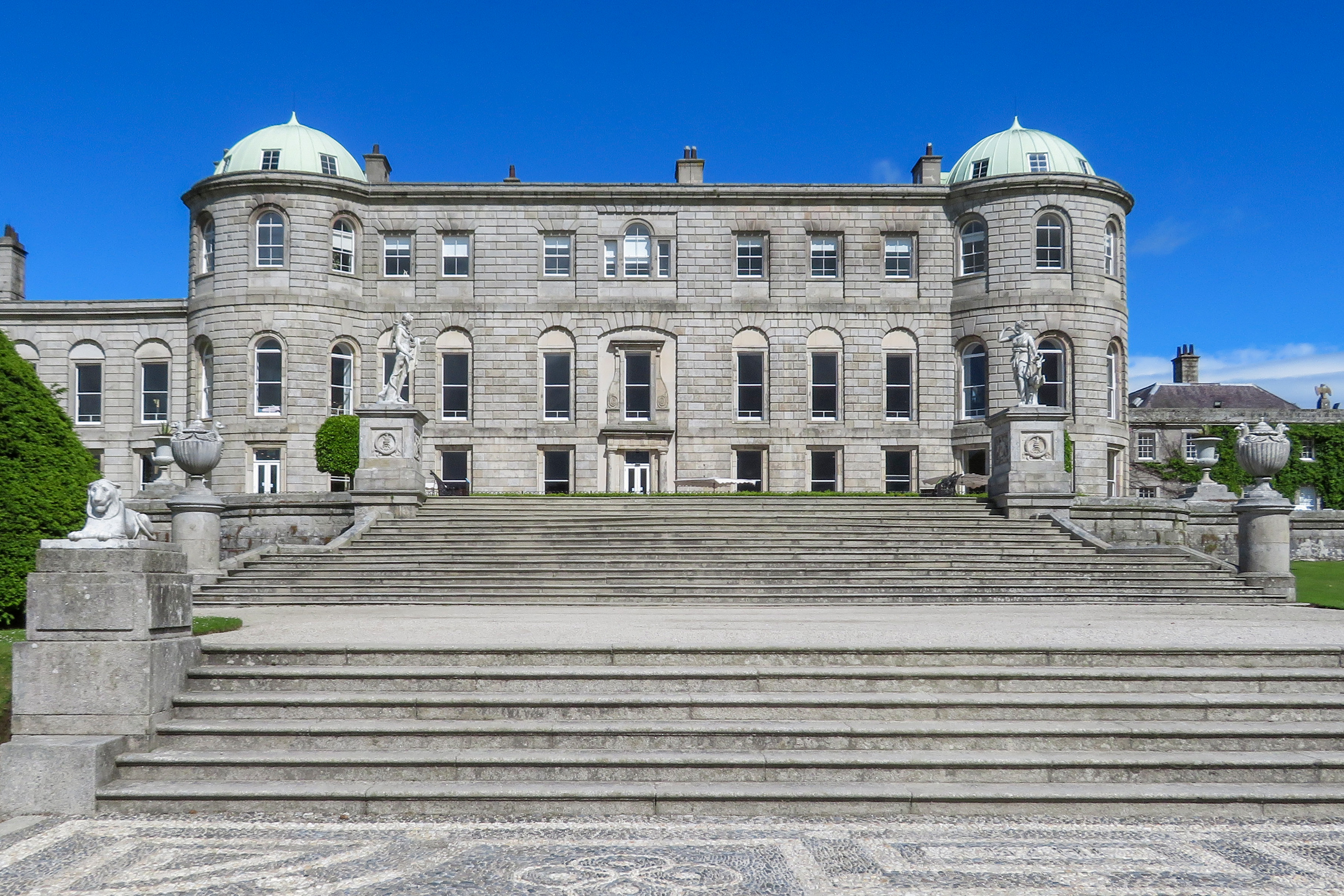
Powerscourt House (Juni 2017)

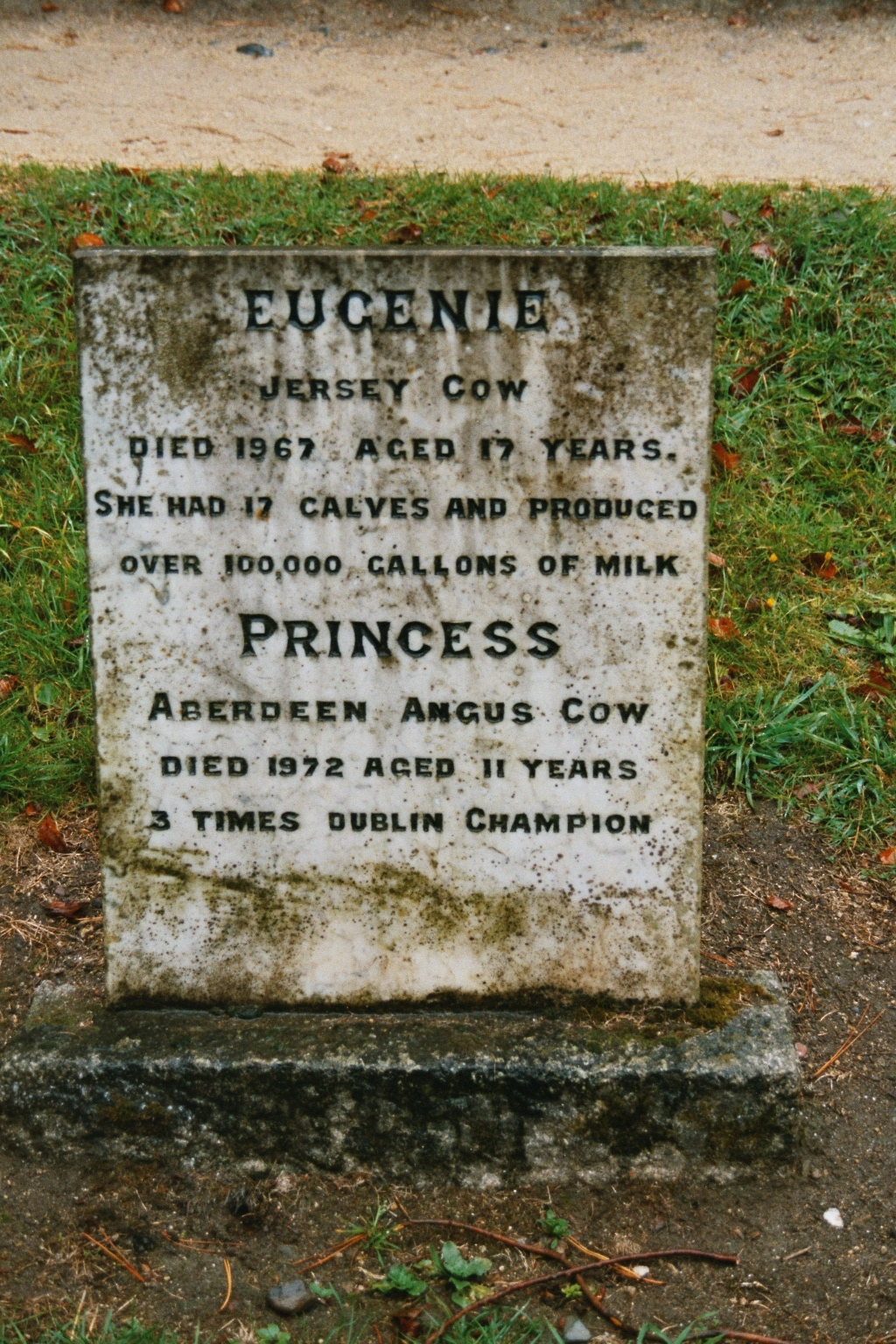
Grabstein für zwei Kühe auf dem Haustierfriedhof

Powerscourt Wasserfall

Die Powerscourt Gardens (irisch Eastát Chúirt an Phaoraigh) liegen im südost-irischen County Wicklow am Fuße des 501 m hohen Sugar Loaf Mountain nahe der Ortschaft Enniskerry knapp 20 km südlich von Dublin; sie gelten als eine der schönsten Anlagen ihrer Art in Irland und bedecken rund 190.000 m².

## Geschichte
Das Anwesen ist nach dem normannischen Ritter Eustace le Poer benannt. König Jakob I. gab das Land 1609 an Sir Richard Wingfield, den er zum Viscount Powerscourt erhob. Dieser gab die Anlage um 1730 in Auftrag; weitere Ziergärten wurden Mitte des 19. Jahrhunderts im Auftrag des 7. Viscount hinzugefügt.
Besonders sehenswerte Teile der Anlage sind der italienische und der japanische Garten, die Freitreppe zwischen Herrenhaus und Tritonsee, der „Pepper Pot Tower“ (ein kleiner Turm aus dem Jahr 1911) sowie das Bamberg-Gate (ein Tor aus dem Bamberger Dom). Bemerkenswert ist auch der kleine Haustierfriedhof, auf dem – teilweise schon seit 90 Jahren – Hunde, Katzen, Ponys, Pferde und Kühe begraben liegen.

## Herrenhaus
Das inmitten der Gärten gelegene palladianische, etwa 1730 um ein älteres Gebäude herum nach Entwürfen von Richard Cassels gebaute Herrenhaus brannte 1974 innen vollständig aus. Inzwischen läuft eine Renovierung, die weitgehend abgeschlossen ist. Das 1997 wiedereröffnete Herrenhaus ist heute teilweise Museum (gezeigt werden auch eindrucksvolle Dokumente zum Brand und dem Wiederaufbau), andere Teile werden für Veranstaltungen und für Ladengeschäfte genutzt. Im Herrenhaus und auf dem Gelände finden sich heute unter anderem Boutiquen und ein Gartencenter. Auch ein Golfplatz ist auf dem Areal inzwischen untergebracht.

## Powerscourt-Wasserfall
Etwa fünf Kilometer vom Garten entfernt liegt der Powerscourt-Wasserfall,(Eas Chúirt an Phaoraigh), der höchste Irlands. Der Fluss Dargle stürzt sich rund 130 m über einen Granitfelsen.